# Флаг городского поселения Ожерелье
Флаг городского поселения Ожере́лье Каширского муниципального района Московской области Российской Федерации — опознавательно-правовой знак, служащий официальным символом муниципального образования.
Флаг утверждён 29 марта 2007 года решением Совета депутатов городского поселения Ожерелье № 3/13 и 6 июля 2007 года внесён в Государственный геральдический регистр Российской Федерации с присвоением регистрационного номера 3477.
Законом Московской области от 23 сентября 2015 года № 146/2015-ОЗ, все муниципальные образования Каширского муниципального района были преобразованы, путём их объединения, в городской округ Кашира.

## Описание
«Флаг городского поселения Ожерелье представляет собой прямоугольное полотнище с соотношением сторон 2:3, разделённое по вертикали на голубую и красную равные части и несущее в центре фигуры из герба поселения: жёлтое с оранжевыми тенями крылатое железнодорожное колесо в зелёном венке».

## Обоснование символики
Флаг городского поселения Ожерелье разработан на основе герба городского поселения и языком символов и аллегорий отражает исторические, природные и экономические особенности поселения.
Венок — ожерелье из дубовых листьев аллегорически указывает на название города и его расположение на месте густых дубовых лесов. Кроме того, венок — символ доблести и славы.
Вся история городского поселения неразрывно связана с железной дорогой. Крупный железнодорожный узел, железнодорожный техникум, локомотивное и вагонное депо — все это нашло отражение в символике крылатого колеса сходного по виду с эмблемой железнодорожников.
Колесо является многозначным символом. Это символ вечного движения и прогресса, это и символ Солнца, это и символ успеха («колесо» Фортуны — богини счастья и удачи).
Зелёный, красный и голубой — цвета наиболее часто применяемые при раскраске железнодорожных вагонов и локомотивов.
Голубой цвет (лазурь) — символ возвышенных устремлений, преданности, возрождения.
Красный цвет — символ мужества, жизнеутверждающей силы и красоты, праздника.
Жёлтый цвет (золото) — символ высшей ценности, величия, великодушия, богатства.
Зелёный цвет символизирует весну, здоровье, природу, надежду.